# Paul Ehrenfest
Paul Ehrenfest (18 ianuarie 1880 – 25 septembrie 1933) a fost un fizician și matematician austriac, devenit cetățean neerlandez pe 24 martie 1922. A adus contribuții majore în mecanica statistică și relațiile sale cu mecanica cuantică, inclusiv teoria transformărilor de fază și teorema Ehrenfest.

## Biografie
Pe 21 decembrie 1904 s-a căsătorit cu matematiciana rusă Tatiana Afanasieva (1876–1964), care a colaborat cu el în lucrările sale. A avut două fete și doi băieți: Tatiana ('Tania') (1905–1984), care a devenit și ea matematician; Galinka ('Galia') (1910–1979), care a devenit autor și ilustrator de cărți pentru copii; Paul Jr. ('Pavlik') (1915–1939), care a devenit fizician; și Vasili ('Wassik') (1918–1933).
Paul Ehrenfest s-a sinucis, la doar 53 de ani, pe 25 septembrie 1933, copleșit de gândurile de nerealizare care l-au măcinat toată viața.

## Opere
- Paul und Tatjana Ehrenfest: Begriffliche Grundlagen der statistischen Auffassung in der Mechanik. In: Enzyklopädie der Mathematischen Wissenschaften. 1909, 1911 (Online).
- Paul Ehrenfest: Welche Züge der Lichtquantenhypothese spielen in der Theorie der Wärmestrahlung eine wesentliche Rolle? In: Annalen der Physik. Serie 4, Band 36, Nr. 11, 1911, S. 91–118.

## Vezi și
- Listă de fizicieni austrieci